# Grand Prix de Zurich 1995
La 80e édition du Championnat de Zurich a lieu le 20 août 1995. Remportée par le Belge Johan Museeuw, de l'équipe Mapei-GB, elle est la neuvième épreuve de la Coupe du monde.

## Classement final
| Pos. | Cycliste           | Équipe              | Temps           |
| ---- | ------------------ | ------------------- | --------------- |
| 1    | Johan Museeuw      | Mapei-GB            | 5 h 34 min 15 s |
| 2    | Gianni Bugno       | MG Maglificio       | m.t.            |
| 3    | Giorgio Furlan     | Gewiss              | m.t.            |
| 4    | Michele Coppolillo | Navigare-Blue Storm | m.t.            |
| 5    | Maarten den Bakker | TVM                 | m.t.            |
| 6    | Massimo Donati     | Mercatone Uno-Saeco | m.t.            |
| 7    | Fabio Baldato      | MG Maglificio       | m.t.            |
| 8    | Andrea Ferrigato   | ZG Mobili           | m.t.            |
| 9    | Maurizio Fondriest | Lampre-Panaria      | + 7 s           |
| 10   | Lance Armstrong    | Motorola            | m.t.            |